# Фаллетти, Джироламо
Джироламо Фаллетти (итал. Girolamo Falletti; около 1518, Савона, Лигурия — 3 октября 1564, Падуя) — итальянский поэт и историк.
Находясь в 1542 году во время войны между Карлом V и Франциском I в Лувене, Фаллетти издал поэму в 4-х песнях, посвящённую этой войне. Служил при феррарском дворе.

## Сочинения
- «Della Guerra di Germania in tempo di Carlo V» (Венеция, 1552),
- «Della Resurrezione» (Венеция, 1556),
- «De bello Sicambrico, libri IV, et alia poemata, libri VIII» (Венеция, 1557),
- «Orationes XII» (Венеция, 1558),
- «Rime» (помещ. в «Rime scelte», Barufaldi),
- «Genealogia degli Principi Estensi» (Франкфурт, 1581).